# Berliner FC Südring
Maillots
Le BFC Südring est un club allemand de football localisé à Berlin.

## Histoire
Le club fut créé en 1935, sous la dénomination Sport-Club Südring et reprit les traditions de l’ancien SpVgg Fichte Berlin, un club de ligue ouvrière, interdit et dissous sur ordre du régime nazi dès son arrivée au pouvoir en 1933.
Le club resta anonyme jusqu’au terme de la Seconde Guerre mondiale. En 1945, le club dissous par les Alliés, comme tous les clubs et associations allemands (voir Directive n°23), fut reconstitué sous l’appellation Sportgruppe (SG) Südring. Il joua dans un des 4 groupes de la Liga Berlin puis fut un des fondateurs de l’Oberliga Berlin. Le club, qui prit l’appellation Berliner Fussball Club Südring en 1949, y joua les quatre premières saisons d’existence de cette ligue puis joua à l’ascenseur en alternant montée et descente. En 1960, le BFC Südring se maintint et resta en Oberliga Berlin jusqu’à la dissolution de celle-ci en 1963 lors de la création de la Bundesliga.
Après la création de la Bundesliga, le BFC Südring joua en Regionalliga Berlin (équivalent D2) jusqu’en 1969. Il glissa alors en Amateurligua.
En 1974, lors de la création de la 2. Bundesliga, fut recréée une Oberliga Berlin au Niveau 3. Le BFC Südring y fut intégré mais termina dernier sur 18 équipes et redescendit. 
Depuis lors, le club resta parmi les divisions inférieures berlinoises.

## Stades
- Stadion an der Züllichauer Straße.
- Katzbachstadion (de nos jours[Quand ?] celui du Türkiyemspor Berlin).
- Stadion an der Lobeckstraße (depuis 2008).